# سیارک ۸۴۳۷
سیارک ۸۴۳۷ (به انگلیسی: 8437 Bernicla، نامگذاری:3057T-1) هشت هزار و چهارصد و سی و هفتمین سیارک کشف شده‌است که در ۲۶ مارس ۱۹۷۱ کشف شد.
قدر مطلق سیارک برابر ۱۴٫۸۰ است.